# Telepathie

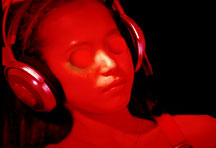
Ein Ganzfeld-Experiment, bei dem die Außenreize minimiert werden, um telepathische Fähigkeiten nachzuweisen.

Telepathie (altgr. τῆλε tēle „fern“, „weit“ und πάθος páthos „Erfahrung“, „Einwirkung“) ist eine von Frederic W. H. Myers geprägte Bezeichnung für eine manchen Menschen zugeschriebene Fähigkeit, Gedanken, Antriebe, Empfindungen oder Gefühle in einer Art Fernwirkung von sich auf eine andere Person oder von einer anderen Person auf sich zu übertragen; mitunter als Gedankenlesen oder Gedankenübertragung bezeichnet.
Die sogenannte Parapsychologie versucht unter anderem, Nachweise für telepathische Wahrnehmungen zu finden.

## Wortherkunft
Telepathie ist eine Wortschöpfung des britischen Autors, Dichters, Kritikers und Essayisten Frederic W. H. Myers, die er erstmals im Dezember 1882 vor der Society for Psychical Research (SPR) in London veröffentlichte. Die bis dahin gebräuchliche Bezeichnung thought transference (deutsch: „Gedankenübertragung“) für das Phänomen wurde von Myers’ Wortschöpfung abgelöst.
Myers’ Wortschöpfung erfolgte im England des Viktorianischen Zeitalters, in dem etwa seit 1850 der Glauben an Spiritismus und besondere psychische Kräfte weit verbreitet und Séancen ein gängiger Zeitvertreib in wohlhabenden bürgerlichen Kreisen waren. Diese Bewegung wurde damals auch von durchaus renommierten Wissenschaftlern wie William Crookes unterstützt, der überzeugt war, bei der Untersuchung der damals berühmten Medien Daniel Home und Florence Cook eine neue psychische Kraft experimentell nachgewiesen zu haben. Auch der Elektroingenieur Cromwell Fleetwood Varley und der Biologe Alfred Russel Wallace waren von der Möglichkeit der Gedankenübertragung überzeugt, die allerdings schon damals von den führenden naturwissenschaftlichen Vertretern wie den Mitgliedern des X-Clubs als lächerlich zurückgewiesen wurde. Das Konzept der Telepathie war ursprünglich eher ein Versuch, das Konzept der Gedankenübertragung aus dem Zusammenhang mit Spiritismus, Medien und Geistern zu lösen und zu versachlichen. Die überwiegend mit der Cambridge University verbundenen Gelehrten der neu gegründeten Society for Psychical Research, zu deren Gründungsmitgliedern Myers zählte, sahen auf das Treiben bei den damals üblichen Séancen mit Verachtung herab und nahmen sich vor, die dahinterliegenden Phänomene von Schwindel und Leichtgläubigkeit zu reinigen und wissenschaftlich zu erforschen. Für sie war Telepathie ein beschreibender Begriff, der nicht mit Vermutungen über die dahinterliegenden Kräfte vermischt werden sollte. Insbesondere sei es nicht zwingend, dafür Kräfte oder Wirkungen anzunehmen, die im Widerspruch zur wissenschaftlichen Physik stünden. Der Mediziner Charles Richet schlug 1884 zur Erforschung des Phänomens sogar einige der ersten randomisierten kontrollierten Studien überhaupt vor, als dieses Konzept in der Wissenschaft noch völlig neu und ungebräuchlich war (wenn auch die meisten Parapsychologen von den durch Richet dafür ermittelten geringen Wahrscheinlichkeiten enttäuscht waren).

## Wissenschaftliche Untersuchungen

Zenerkarten

### Methodik
Untersuchungen nach wissenschaftlichen methodischen Standards werden von Psychologen, überwiegend aber von Parapsychologen seit mehr als hundert Jahren durchgeführt. Ein Hauptziel dieser Untersuchungen war von Anfang an ein wissenschaftlicher Nachweis dafür, dass Telepathie existiert. Dieser Nachweis konnte nicht erbracht werden.
Um die statistische Aussagekraft der Resultate zu erhöhen, wurden dabei bald anstelle freier Fragen, die zahlreiche Interpretationsmöglichkeiten der Antworten zulassen, standardisierte Versuchsprotokolle eingeführt. Zu diesem Zweck wurden zum Beispiel die sogenannten „Zenerkarten“ entwickelt. Die Bezeichnung stammt von Joseph Banks Rhine, der die Karten nach seinem Kollegen Karl Zener benannt hat. Auf den Karten sind fünf verschiedene Symbole abgebildet: ein Kreis, ein Kreuz, drei Wellenlinien, ein Quadrat und ein fünfzackiger Stern. Ein gebräuchlicher Satz besteht aus 25 Karten (je fünf Karten von jedem Symbol). Wenn eine Versuchsperson (der „Empfänger“) darauf getestet werden soll, ob sie zum Beispiel die Reihenfolge der Aufdeckung von Karten einer anderen Person (des „Senders“) durch „Psi-Kräfte“ ersehen kann, liegt ihre Ratewahrscheinlichkeit, bei fünf Karten, bei 20 Prozent. Kann sie einen signifikant höheren Anteil richtig angeben, wäre dies ein Hinweis auf Telepathie. Durch die Standardisierung ist es möglich, den Versuch später zu wiederholen (wissenschaftlich Replikation genannt), was für eine wissenschaftliche Anerkennung entscheidend wäre. Diese einfachen Ratetests wurden schon Anfang des 20. Jahrhunderts eingeführt und später verfeinert. Der Höhepunkt ihres Einsatzes lag in den 1940er Jahren. In den 1970er und 1980er Jahren wurden verstärkt die sogenannten Ganzfeld-Versuche populärer.
Parapsychologen vertreten den Anspruch, mit diesen Tests und Methoden statistisch signifikante Versuchsergebnisse erzielt zu haben, die auf – kausal unerklärliche – telepathische Fähigkeiten zumindest einiger Versuchspersonen hinweisen, und meinen dies auch durch Metaanalysen absichern zu können. Diesem Anspruch wird von Psychologen und anderen Wissenschaftlern allerdings vehement widersprochen. Dabei wird den Parapsychologen im Allgemeinen guter Wille und methodisch durchaus hochwertiges Versuchsdesign unterstellt (obwohl einige Forscher auch unter Betrugsverdacht gerieten). Die Vertreter der „orthodoxen“ Wissenschaft unterstellen ihnen aber methodische Fehler bei der Durchführung oder der Datenanalyse. Wichtige Fehlerquellen, die die wissenschaftliche Psychologie oft in gleicher Weise betreffen und dort möglicherweise ein ebenso großes Problem darstellen, sind zum Beispiel: Durchführung des Versuchs, bis das erwünschte Ergebnis signifikant ist, und sofort danach Abbruch (ehe der möglicherweise nur zufällige Effekt wieder verschwinden kann), Durchführung zahlreicher Tests, von denen nur die mit erwünschtem oder mit signifikantem Ergebnis publiziert werden, Messung zahlreicher Variablen und ihrer Kombination, wobei die ohne erwünschtes Ergebnis verschwiegen werden. Außerdem werden sehr oft Untersuchungen mit sehr geringen Datenmengen (wenigen Versuchspersonen und Durchgängen) veröffentlicht, die eine sinnvolle Beantwortung der Frage (aufgrund zu geringer Power) gar nicht zulassen. Oft zeigt sich dadurch in einzelnen Studien zunächst ein scheinbar sehr großer, für sich betrachtet signifikanter Effekt, der aber bei den Replikationen scheinbar immer kleiner wird und letztlich verschwindet.
Obwohl Statistiker den Parapsychologen bescheinigt haben, dass einige ihrer Studien den in der Psychologie akzeptierten Standards durchaus entsprechen, erreichte bisher keine ihrer Untersuchungen zur Telepathie ein Niveau, das Wissenschaftler überzeugen konnte, denn keiner der zunächst vielversprechend aussehenden Befunde konnte letztlich repliziert werden.
Ein weiteres Problem ist es vermutlich, dass Parapsychologen es bis heute nicht vermocht haben, ein schlüssiges Erklärungsmodell für ihre Befunde anzubieten, oder sogar offen über Effekte und Phänomene spekulieren, die das physikalische Weltbild widerlegen oder zumindest unvollständig machen würden. Für solche weitreichenden Schlussfolgerungen verlangt die Wissenschaft besonders gut abgesicherte Gründe, die über bei „durchschnittlichen“ und erwartbaren Resultaten akzeptierte Standards hinausgehen müssen.

### Forschungsprojekte an Universitäten
An einigen Universitäten wird an Telepathie im Rahmen der Parapsychologie als Teilgebiet der Psychologie geforscht, darunter seit 2001 keine deutsche oder deutschsprachige Universität mehr. Von 1954 bis 1998 existierte an der Universität Freiburg die von Hans Bender geleitete Abteilung Grenzgebiete der Psychologie, deren Forschungsarbeit durch das 1950 von Bender gegründete Institut für Grenzgebiete der Psychologie und Psychohygiene in Freiburg weitergeführt wird.

### Fehleinschätzungen von Wahrnehmungen
Angeblich telepathische Phänomene werden vielfach auf Fehleinschätzungen von Wahrnehmungen zurückgeführt. Es gibt Studien, die zu dem Ergebnis kamen, dass Personen, die paranormale Phänomene für möglich halten, auch wissenschaftlich beschreibbaren Phänomenen eher paranormale Erklärungen zusprechen und dass der Glaube an paranormale Phänomene mit einer erhöhten Fähigkeit zum Phantasieren, einem geringeren Maß an kritischem Denkvermögen und einer verringerten Fähigkeit zur Abschätzung von Wahrscheinlichkeiten einhergeht. Bei einigen dieser Personen wurde eine erhöhte Aktivität der rechten Gehirnhälfte festgestellt, die angeblich Rückschlüsse auf Stärken im gefühlsmäßigen, kreativen Bereich und Schwächen beim Lösen von logischen Aufgaben zulässt.
Cold Reading ist eine Methode, die suggerieren kann, dass eine angeblich hellsehende Person Informationen besitze, die sie nur auf übernatürlichem Wege erhalten haben kann.
Seit 1922 schreiben verschiedene Organisationen Preisgelder für den Nachweis von parapsychologischen Fähigkeiten aus. Aktuell existieren weltweit mehr als 20 Organisationen dieser Art. Das höchste Preisgeld für den Nachweis von übersinnlichen Fähigkeiten wie Telepathie wurde bis 2015 mit einer Million US-Dollar von der James Randi Educational Foundation ausgeschrieben. Seit 1922 war kein einziger von diesen Organisationen durchgeführter Test auf paranormale Fähigkeiten erfolgreich.

## Fürsprecher
Autoren, die trotz der fehlenden allgemein anerkannten Beweise und der Skepsis der Wissenschaftsgemeinde telepathische Fähigkeiten aufgrund ihrer eigenen Forschungen, Eindrücke und Indizienfunde für existent halten, sind zum Beispiel der Biologe Rupert Sheldrake (Morphische Felder), der Sozialpsychologe Daryl J. Bem und Charles Honorton (Ganzfeld-Versuche), der Systemtheoretiker Ervin László, der Ethnologe Adolphus Peter Elkin (hielt Telepathie aufgrund seiner Studien in Australien bei sogenannten Naturvölkern für ziemlich alltäglich) oder die Psychologin Hanna Rheinz (Traum-Suggestion im Schlaflabor am New Yorker Maimonides Medical Center; telepathische Kommunikation eineiiger Zwillinge).

## Mediale Umsetzung
Innerhalb der Science-Fiction-Literatur gibt es zahlreiche Erzählungen und Romane, die sich mit dem Thema Telepathie befassen.
In seinem Roman Psi-Patt beschrieb der US-amerikanische Science-Fiction-Autor Lester del Rey mit der Gabe der Telepathie verbundene psychische Gefahren und Qualen für die Betroffenen. Die Schriftstellerin Marion Zimmer Bradley (Die Nebel von Avalon) schuf in ihren Darkover-Romanen eine Welt, deren Geschichte, Kultur und Technologie weitgehend auf den vererbbaren telepathischen Fähigkeiten aristokratischer Familien basiert.
Neben literarischen Verarbeitungen gibt es eine Reihe von filmischen Umsetzungen des Themas. Eine der ältesten ist Das Dorf der Verdammten (1960, Originaltitel Village of the Damned) von Wolf Rilla. Der Film basiert auf dem Roman Kuckuckskinder (Originaltitel The Midwich Cuckoos) von John Wyndham und beschreibt am Beispiel von zwölf aus unerklärlichen Gründen geborenen Kindern, wie eine außerirdische Macht mittels telepathischer Beeinflussung versucht, Menschen zu beherrschen. Der gleichnamige Horrorfilm Das Dorf der Verdammten (1995) von John Carpenter ist eine Neuverfilmung des Films von Wolf Rilla. In dem Film Ghostbusters – Die Geisterjäger (1984) wird zu Beginn ein – allerdings manipuliertes – Experiment mit Zenerkarten durchgeführt. In dem Film Scanners – Ihre Gedanken können töten (1981) von David Cronenberg sowie den beiden Fortsetzungen ist Telepathie das zentrale Thema.

## Telepathie zwischen Mensch und Maschine
Vier Wissenschaftler der japanischen Universität in Kyoto stellten im Januar 2018 eine künstliche Intelligenz vor, die aus den gemessenen Gehirnaktivitäten (Magnetresonanzscans) eines Menschen in etwa erkennen kann, welches Bild sich der Mensch gerade ansieht oder sogar nur ausdenkt. Die KI visualisiert die Bilder dann auf einem Bildschirm. Die Bilder sind nicht akkurat, aber Formen und Farben sind schemenhaft erkennbar. Auch Symbole und Buchstaben kann die KI so identifizieren. Die KI wurde über 10 Monate mit drei Probanden und 1000 Bildern, die wiederholt angeschaut wurden, trainiert. Dies stellt erste Ansätze von „Telepathie“ zwischen Mensch und Maschine dar, was für die Maschinensteuerung nützlich sein kann. Die Methodik beruht auf einer automatisierten Auswertung der physischen Korrelate von Gehirnaktivitäten (Elektroenzephalografie) und ist daher, anders als die klassische Telepathie, ohne weiteres mit dem naturwissenschaftlichen Weltbild vereinbar. Schnittstellen zur Ansteuerung von Maschinen werden als Brain-Computer-Interfaces (BCI) bezeichnet.